# Bouchra Ghezielle
Bouchra Ghezielle-Benthami (* 19. Mai 1979 in Khémisset, Marokko), französische Leichtathletin, die bei den Leichtathletik-Weltmeisterschaften 2005 in Helsinki Dritte im 1500-Meter-Lauf wurde.
Bouchra Ghezielle ist 1,62 m groß und wiegt 47 kg. Sie startet für den Verein EA Franconville und ihr Trainer ist Alain Lignier. Im März 2008 wurde bei einer Trainingskontrolle in ihrer Probe Spuren des Dopingmittels EPO gefunden. Sie wurde für vier Jahre bis Mai 2012 gesperrt.

## Erfolge
| Jahr | Erfolg                                                | Disziplin   | Leistung    |
| ---- | ----------------------------------------------------- | ----------- | ----------- |
| 1997 | 57. Platz Crossweltmeisterschaften (Junioren-Wertung) |             |             |
| 1998 | 47. Platz Crossweltmeisterschaften (Junioren-Wertung) |             |             |
| 1998 | 3. Platz Juniorenweltmeisterschaften                  | 1500 Meter  | 4:12,76 min |
| 1999 | 38. Platz Crossweltmeisterschaften                    | Kurzstrecke |             |
| 2005 | 3. Platz Europacup                                    | 1500 Meter  | 4:08,02 min |
| 2005 | 3. Platz Weltmeisterschaften                          | 1500 Meter  | 4:02,45 min |
| 2006 | Französische Hallenmeisterin                          | 3000 Meter  |             |
| 2008 | 12. Platz Hallenweltmeisterschaften                   | 1500 Meter  | 4:08,66 min |

## Persönliche Bestleistungen
| Disziplin          | Leistung     | Datum             | Ort                    |
| ------------------ | ------------ | ----------------- | ---------------------- |
| 800 Meter          | 2:00,29 min  | 15. Juli 2005     | Angers, Frankreich     |
| 1500 Meter         | 4:01,28 min  | 9. September 2005 | Monaco                 |
| 1500 Meter (Halle) | 4:08,12 min  | 10. Februar 2006  | Eaubonne, Frankreich   |
| 2000 Meter         | 5:56,27 min  | 19. Juni 1999     | Istanbul, Türkei       |
| 3000 Meter         | 8:35,41 min  | 1. Juli 2005      | Paris, Frankreich      |
| 3000 Meter (Halle) | 8:50,63 min  | 4. Februar 2006   | Stuttgart, Deutschland |
| 5000 Meter         | 15:12,17 min | 14. Juli 2007     | Rom, Italien           |

## Leistungsentwicklung
| Jahr | 1500 Meter (in Minuten) | 3000 Meter (in Minuten) | 3000 Meter (Halle) (in Minuten) |
| ---- | ----------------------- | ----------------------- | ------------------------------- |
| 1998 | 4:11,40                 | 9:23,34                 | -                               |
| 1999 | 4:10,91                 | -                       | -                               |
| 2000 | -                       | -                       | -                               |
| 2001 | -                       | -                       | -                               |
| 2002 | -                       | -                       | -                               |
| 2003 | -                       | -                       |                                 |
| 2004 | 4:04,19                 | 8:47,78                 | 9:00,71                         |
| 2005 | 4:01,28                 | 8:35,41                 | 8:55,17                         |
| 2006 | 4:04,74                 | -                       | 8:50,63                         |
| 2007 | -                       | -                       | -                               |
| 2008 |                         |                         | 8:59,17                         |